# When the Children Cry
When the Children Cry – ballada rockowa zespołu White Lion, wydana w 1988 roku jako singel promujący album Pride.

## Powstanie
Piosenka powstała po Live Aid. Jej współautor – Mike Tramp – przyznał, że na jej powstanie wpływ miało jego dzieciństwo, kiedy mając około pięciu lat został opuszczony przez ojca. Utwór ma charakter antywojenny. Przesłaniem utworu jest, że wojny ustaną, kiedy znikną prezydenci państw.

## Pozycje na listach przebojów
| Lista             | Pozycja | Źródło |
| ----------------- | ------- | ------ |
| Kanada            | 2       | [ 4 ]  |
| Stany Zjednoczone | 3       | [ 2 ]  |
| Szwecja           | 7       | [ 5 ]  |
| Wielka Brytania   | 88      | [ 6 ]  |

## Covery
Covery utworu wykonali m.in. Mark’Oh (2002), Seventh Day Slumber (2003) i Mike Tramp (2003). Wersja Marka’Oh zajęła 17. miejsce na niemieckiej oraz 26. na austriackiej liście przebojów.